# Campeonato Amapaense 2006
In 2006 werd het 61ste Campeonato Amapaense gespeeld voor voetbalclubs uit de Braziliaanse staat Amapá. De competitie werd gespeeld van 22 maart tot 8 juni en werd georganiseerd door de FAF. São José werd kampioen.

## Eerste toernooi

### Eerste fase
| Plaats | Club     | Wed. | W | G | V | Saldo | Ptn. |
| ------ | -------- | ---- | - | - | - | ----- | ---- |
| 1.     | Trem     | 5    | 3 | 1 | 1 | 10:6  | 10   |
| 2.     | São José | 5    | 3 | 1 | 1 | 9:7   | 10   |
| 3.     | Amapá    | 5    | 2 | 2 | 1 | 8:7   | 8    |
| 4.     | Cristal  | 5    | 2 | 0 | 3 | 13:12 | 6    |
| 5.     | Ypiranga | 5    | 1 | 2 | 2 | 6:9   | 5    |
| 6.     | Santos   | 5    | 0 | 2 | 3 | 5:10  | 2    |

|  | Geplaatst voor finale |

### Finale
|                 |      |       |          |                          |
| 24 april Finale | Trem | 2 – 4 | São José | Glicério Marques, Macapá |
| 24 april Finale |      |       |          | Glicério Marques, Macapá |

## Tweede toernooi

### Eerste fase
| Plaats | Club     | Wed. | W | G | V | Saldo | Ptn. |
| ------ | -------- | ---- | - | - | - | ----- | ---- |
| 1.     | Trem     | 5    | 5 | 0 | 0 | 13:6  | 15   |
| 2.     | Amapá    | 5    | 3 | 0 | 2 | 8:6   | 9    |
| 3.     | São José | 5    | 2 | 1 | 2 | 9:7   | 7    |
| 4.     | Ypiranga | 5    | 2 | 0 | 3 | 8:8   | 6    |
| 5.     | Cristal  | 5    | 1 | 2 | 2 | 13:15 | 5    |
| 6.     | Santos   | 5    | 0 | 1 | 4 | 10:19 | 1    |

|  | Geplaatst voor finale |

### Finale
|               |      |       |       |                          |
| 1 juni Finale | Trem | 0 – 1 | Amapá | Glicério Marques, Macapá |
| 1 juni Finale |      |       |       | Glicério Marques, Macapá |

## Finale
|             |       |       |          |                          |
| 5 juni Heen | Amapá | 0 - 0 | São José | Glicério Marques, Macapá |
| 5 juni Heen |       |       |          | Glicério Marques, Macapá |

|              |               |       |       |                          |
| 8 juni Terug | São José      | 1 - 1 | Amapá | Glicério Marques, Macapá |
| 8 juni Terug |               |       |       | Glicério Marques, Macapá |
| 8 juni Terug | Strafschoppen |       |       | Glicério Marques, Macapá |
| 8 juni Terug | 10 - 9        |       |       | Glicério Marques, Macapá |

### Kampioen
| Campeonato Amapaense de 2006 |
| Amapá                        |
| ---------------------------- |
| SÃO JOSÉ Kampioen (5° titel) |